# 霍奇卡爾科
索奇卡爾科（發音：[ʃot͡ʃiˈkaɬko] ⓘ）是前哥伦布时期的一座建筑遗址，位于墨西哥莫雷洛斯州的西部。该遗址位于该州首府库埃纳瓦卡西南38公里处，自墨西哥城开车需要76公里。
索奇卡爾科的兴起位于特奥蒂瓦坎没落之后，推测该城在特奥蒂瓦坎没落之后在特奥蒂瓦坎帝国中扮演了重要角色。1999年，被联合国教科文组织列为世界遗产。